# Arunas Bizokas
Arūnas Bižokas Morkunas (Vilnius, 29 gennaio 1978) è un ballerino lituano.
Fino al 2007 ha gareggiato con la sua partner Edita Daniūtė sotto la bandiera lituana in eventi riconosciuti dalla World DanceSport Federation, che è riconosciuta come federazione di danza competitiva dal Comitato Olimpico Internazionale. Nel 2005 la coppia ha vinto i Giochi Mondiali.
Dopo il 2007 Bižokas ha iniziato a competere negli eventi alternativi del World Dance Council sotto la bandiera degli Stati Uniti. Il suo attuale partner è Katusha Demidova. Come coppia, hanno vinto i campionati mondiali di ballo da sala professionisti 2009, 2010, 2011, 2012, 2013, 2014, 2015, 2016, 2017, 2018 e 2019 nella sala da ballo standard. Nel 2013, Bižokas e il suo partner sono stati classificati al primo posto nella classifica mondiale del World Dance Council nella categoria Professional Ballroom. Da ottobre 2019 è il Presidente della WDO - World Dance Organisation.
| Controllo di autorità | VIAF (EN) 864154380947330290461 |